# Help! (album)
Help! er The Beatles' femte album. Albummet, der blev udgivet den 6. august 1965, er soundtrack til filmen af samme navn, der også har The Beatles i hovedrollen. De 7 af albummets 14 sange, der indgår i filmen er optaget på vinylalbummets side 1. Vinylalbummets side 2 indeholder bl.a. "Yesterday", der er verdens mest indspillede sang.
Albummet blev i 1966 er det første rock-album, der blev nomineret til "Årets Album" ved Grammy Awards.
Pladecoveret viser de fire Beatles-medlemmer lave semafor-tegn. Der har hersket tvivl, om de i virkeligheden 'skriver' noget, hvilket de dog ikke gør. Hvis Help! skulle være skrevet med semafor, ville det ifølge fotografen ikke have set særlig godt ud.

## Numre (lp-udgaven)
Alle sangene er McCartney/Lennon-kompositioner med mindre andet er angivet.
Side 1
1. "Help!"
2. "The Night Before"
3. "You've Got to Hide Your Love Away"
4. "I Need You" (George Harrison)
5. "Another Girl"
6. "You're Going to Lose That Girl"
7. "Ticket to Ride"

Side 2
1. "Act Naturally" (Morrison-Russell)
2. "It's Only Love"
3. "You Like Me Too Much" (George Harrison)
4. "Tell Me What You See"
5. "I've Just Seen a Face"
6. "Yesterday"
7. "Dizzy Miss Lizzy" (Williams)